# Magnussonknausen
Der Magnussonknausen ist ein Nunatak in der Heimefrontfjella des ostantarktischen Königin-Maud-Lands. Er ragt aus den Eismassen im südwestlichen Teil der Milorgfjella zwischen dem Rieber-Mohnberget und der Hanssonhorna auf.
Wissenschaftler des Norwegischen Polarinstituts benannten ihn 1987 nach Oscar Magnusson (1911–1987), einem norwegischen Portier und zentrale Figur der Widerstandsbewegung in Bergen gegen die deutsche Besatzung Norwegens im Zweiten Weltkrieg.